# Alpine A610
Alpine A610, fransk sportbil från Alpine, tillverkad 1991-1995.
Alpine A610 är den sista tillverkade Alpine-modellen.